# 股下
股下（またした）は人間の股間部から下の直線距離。人体そのものの股下は太腿の付け根から地面までを、衣服の股下はその裾までを測る。

## 人体
人体における股下は股下高（またしたこう）、股下長（またしたちょう）ともいい、俗に言う「足の長さ」とほぼ同義である。
経済産業省が2004年度から2006年度にかけて実施した人間特性基盤整備事業（size-JPN、委託先: 人間生活工学研究センター）による年齢層別の平均人体寸法データから引けば、股下高の身長に対する比率は老若男女のいずれもがほぼ45%前後に収まっていることがわかる。
| 年齢（歳） | 男性         | 男性       | 男性      | 女性         | 女性       | 女性      |
| 年齢（歳） | 股下高（cm） | 身長（cm） | 比率（%） | 股下高（cm） | 身長（cm） | 比率（%） |
| ---------- | ------------ | ---------- | --------- | ------------ | ---------- | --------- |
| 20-24      | 78.3         | 170.4      | 45.95     | 71.8         | 158.2      | 45.39     |
| 25-29      | 78.4         | 171.0      | 45.85     | 72.3         | 159.0      | 45.47     |
| 30-34      | 78.3         | 171.3      | 45.71     | 71.6         | 158.4      | 45.2      |
| 35-39      | 78.1         | 171.0      | 45.67     | 71.6         | 158.5      | 45.17     |
| 40-44      | 77.5         | 170.5      | 45.45     | 70.9         | 157.9      | 44.9      |
| 45-49      | 77.0         | 169.7      | 45.37     | 69.9         | 156.2      | 44.75     |
| 50-54      | 76.7         | 169.1      | 45.36     | 69.3         | 155.5      | 44.57     |
| 55-59      | 75.6         | 167.3      | 45.19     | 68.8         | 155.0      | 44.39     |
| 60-64      | 73.7         | 164.5      | 44.8      | 67.8         | 153.5      | 44.17     |
| 65-69      | 72.8         | 163.5      | 44.53     | 67.2         | 151.9      | 44.24     |
| 70-74      | 72.5         | 162.2      | 44.7      | 66.5         | 149.6      | 44.45     |
| 75-79      | 72.2         | 160.4      | 45.01     | 65.5         | 147.3      | 44.47     |

## 衣服
衣服における股下は股下丈（またしたたけ）ともいう。いわゆる「ズボン」型の衣服の場合は股間ステッチから測るが、スカートなど股当てのない衣服では着用者自身の股からの長さとなるため、両者の数字は単純には比較できない。
ズボン型の既製服ではこの股下丈がサイズ指標として扱われることが多い。ジャストサイズとされる長さはカルチャーにより異なる。